# دی هاویلند دی‌اچ.۷۱ تایگر موث
دی هاویلند دی‌اچ. ۷۱ تایگر موث (به انگلیسی: De_Havilland_DH.71_Tiger_Moth) یک هواگرد ملخ‌پیشین تک‌موتوره از نوع جستجوی سریع و مسابقه‌ای ساخت شرکت د هویلند است. هواگرد دی‌هاویلند دی‌اچ. ۷۱ تایکرموس نخستین پروازش را در ۲۴ ژوئن ۱۹۲۷ میلادی انجام داد. این هواگرد در سال ۱۹۲۷ میلادی رسماً معرفی گردید. در مجموع، تعداد ۲ فروند از این هواگرد ساخته شده‌است.